# The Lioness
The Lioness ist das fünfte Album und zugleich das vierte reguläre Studioalbum von Jason Molinas Band Songs: Ohia. Das Album wurde in den Chem 19 Studios in Glasgow, Schottland von Andrew Miller aufgenommen.

## Veröffentlichung
Das Album wurde am 17. Januar 2000 von Secretly Canadian als CD und Schallplatte veröffentlicht. Beide Auflagen tragen die Bestellnummer SC030 und sind erhältlich.

## Titelliste
Alle Texte wurden von Jason Molina verfasst.
1. The Black Crow – 7:16
2. Tigress – 3:20
3. Nervous Bride – 2:43
4. Being In Love – 5:41
5. Lioness – 6:37
6. Coxcomb Red – 4:05
7. Back On Top – 4:22
8. Baby Take A Look – 3:06
9. Just A Spark – 2:19